# Gullvippor
Gullvippor (Sinacalia) är ett släkte av korgblommiga växter. Gullvippor ingår i familjen korgblommiga växter.
Kladogram enligt Catalogue of Life:
| Gullvippor | \| \| Sinacalia caroli \| \| \| \| \| \| Sinacalia davidii \| \| \| \| \| \| Sinacalia macrocephala \| \| \| \| \| \| gullvippa \| \| \| \| |
|            | \| \| Sinacalia caroli \| \| \| \| \| \| Sinacalia davidii \| \| \| \| \| \| Sinacalia macrocephala \| \| \| \| \| \| gullvippa \| \| \| \| |
|            | Sinacalia caroli |
|            | |
|            | Sinacalia davidii |
|            | |
|            | Sinacalia macrocephala |
|            | |
|            | gullvippa |
|            | |

## Bildgalleri

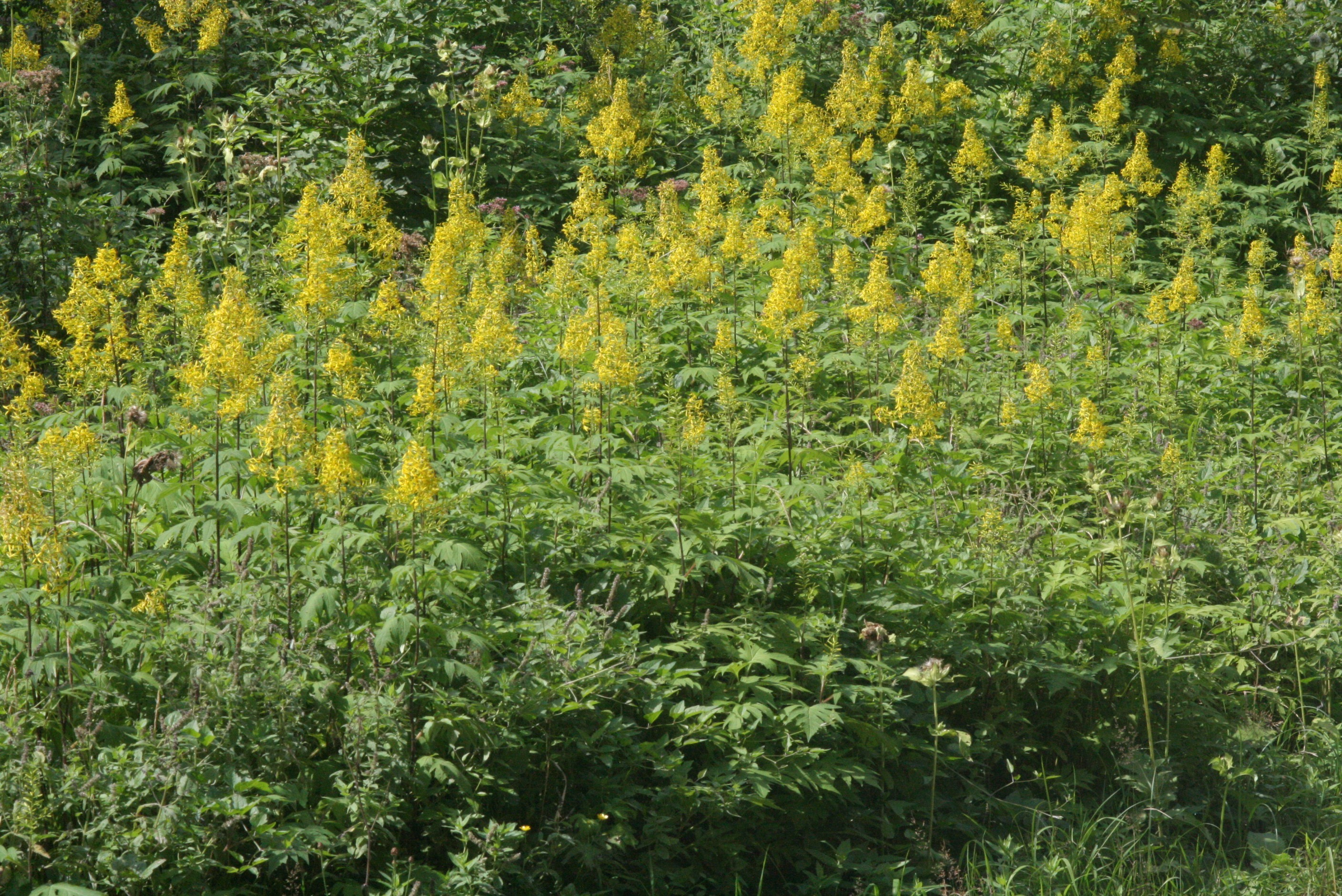
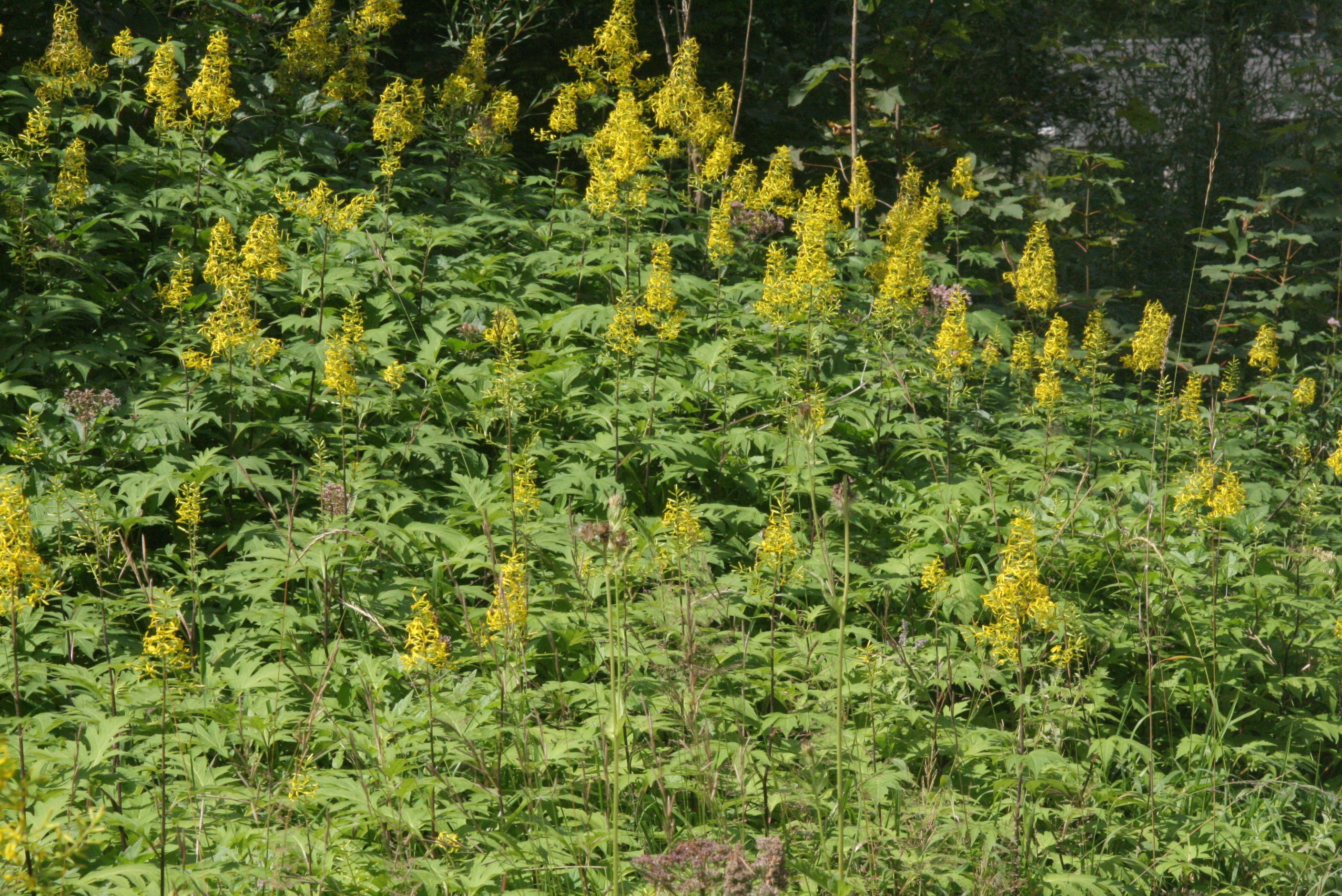
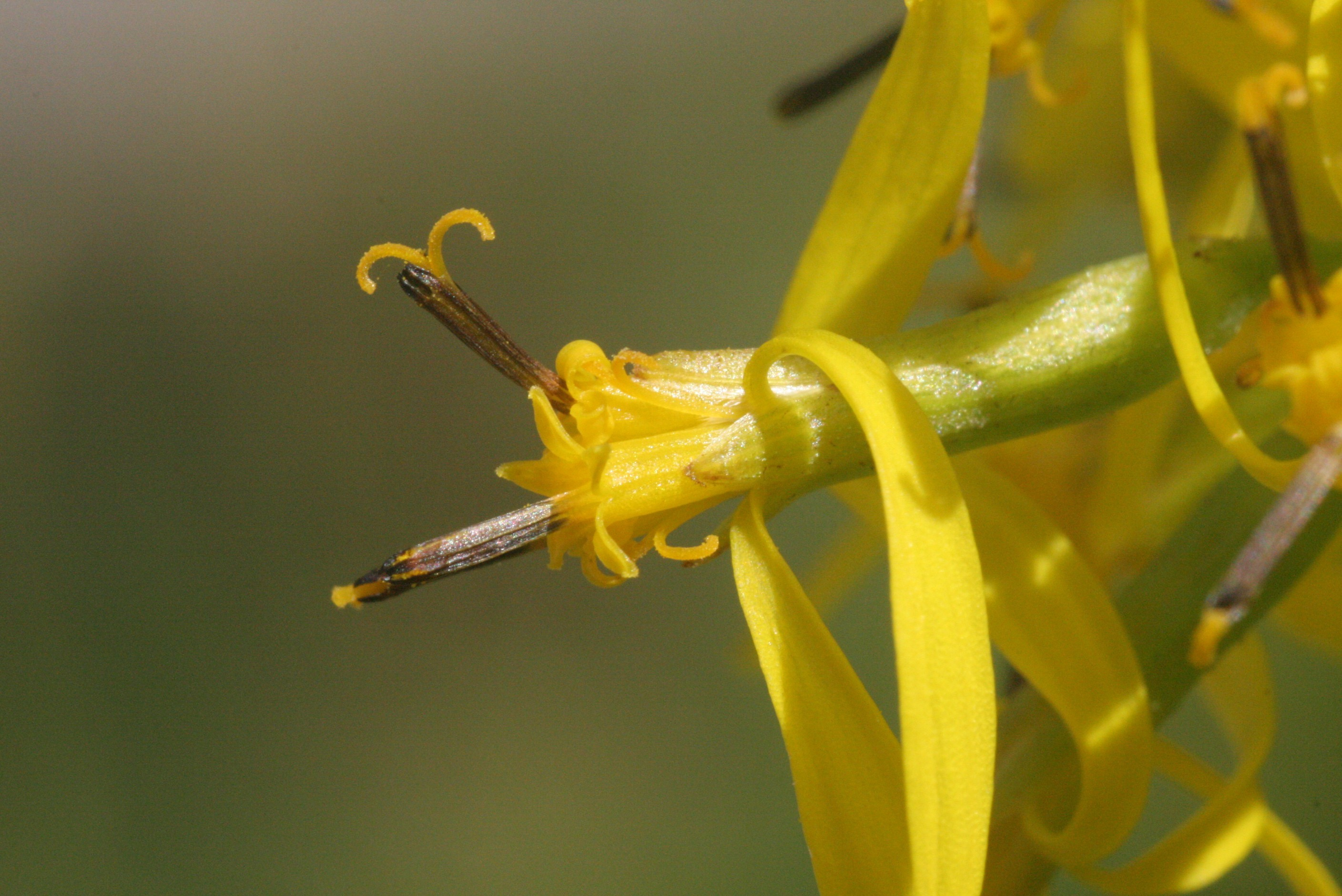
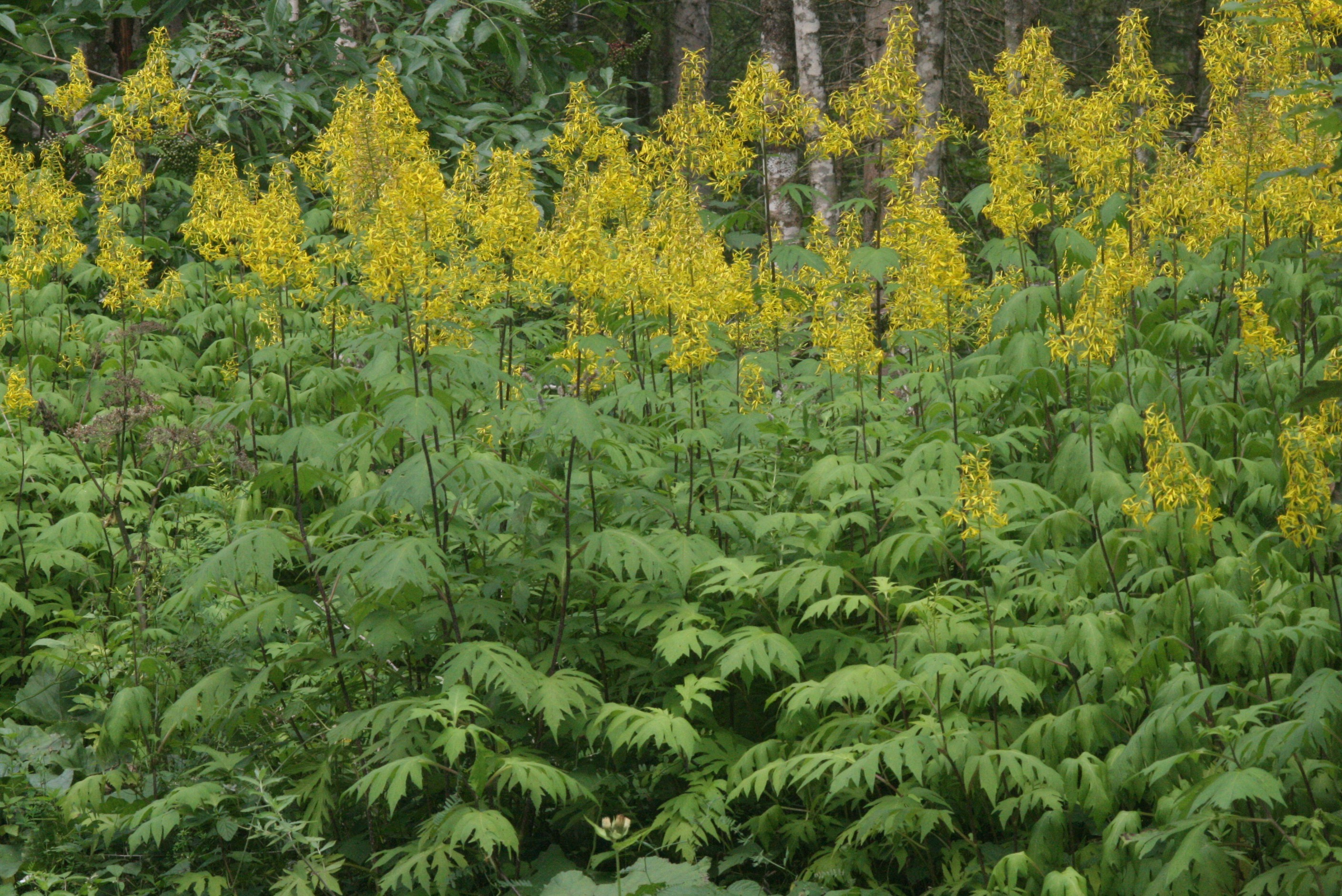
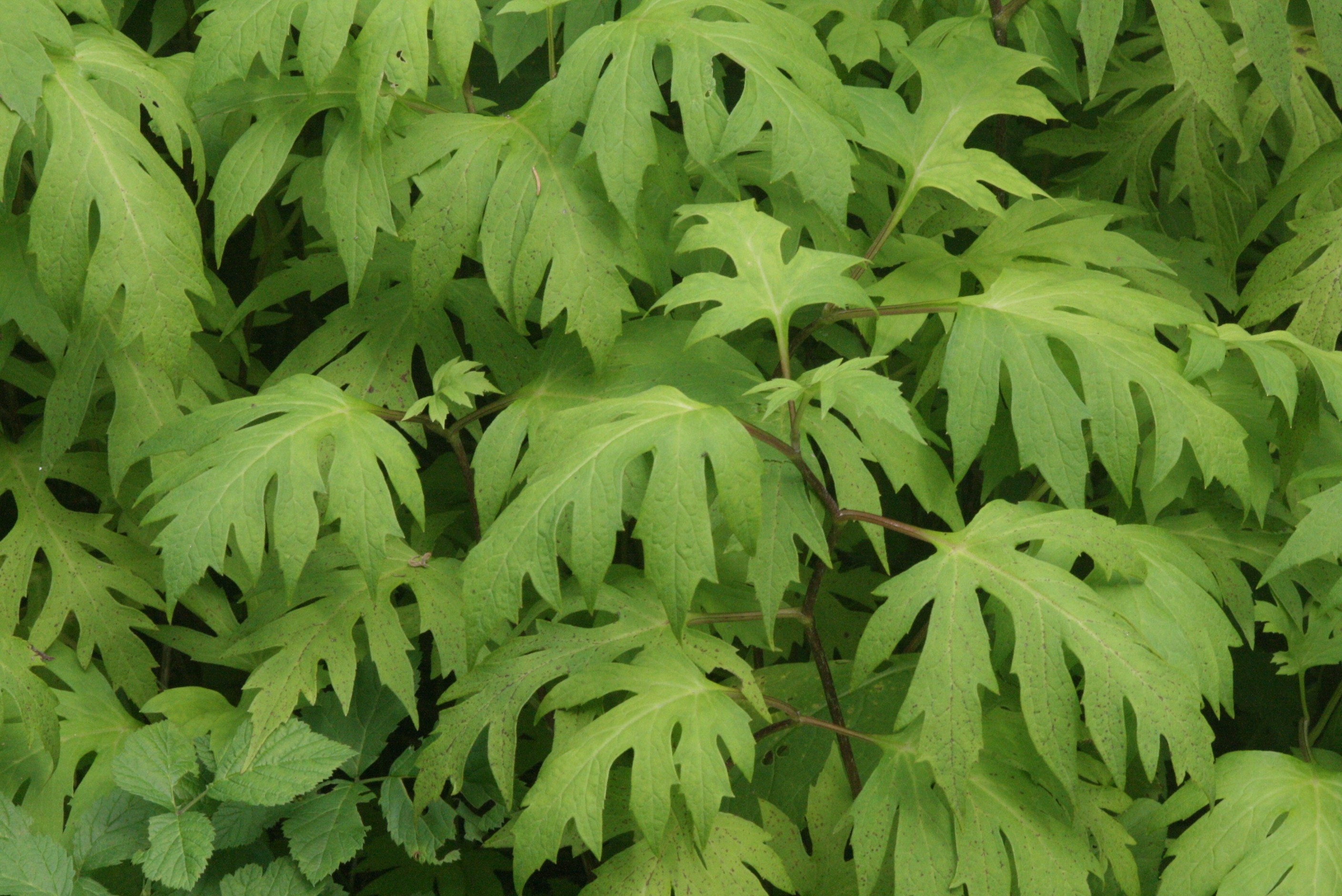
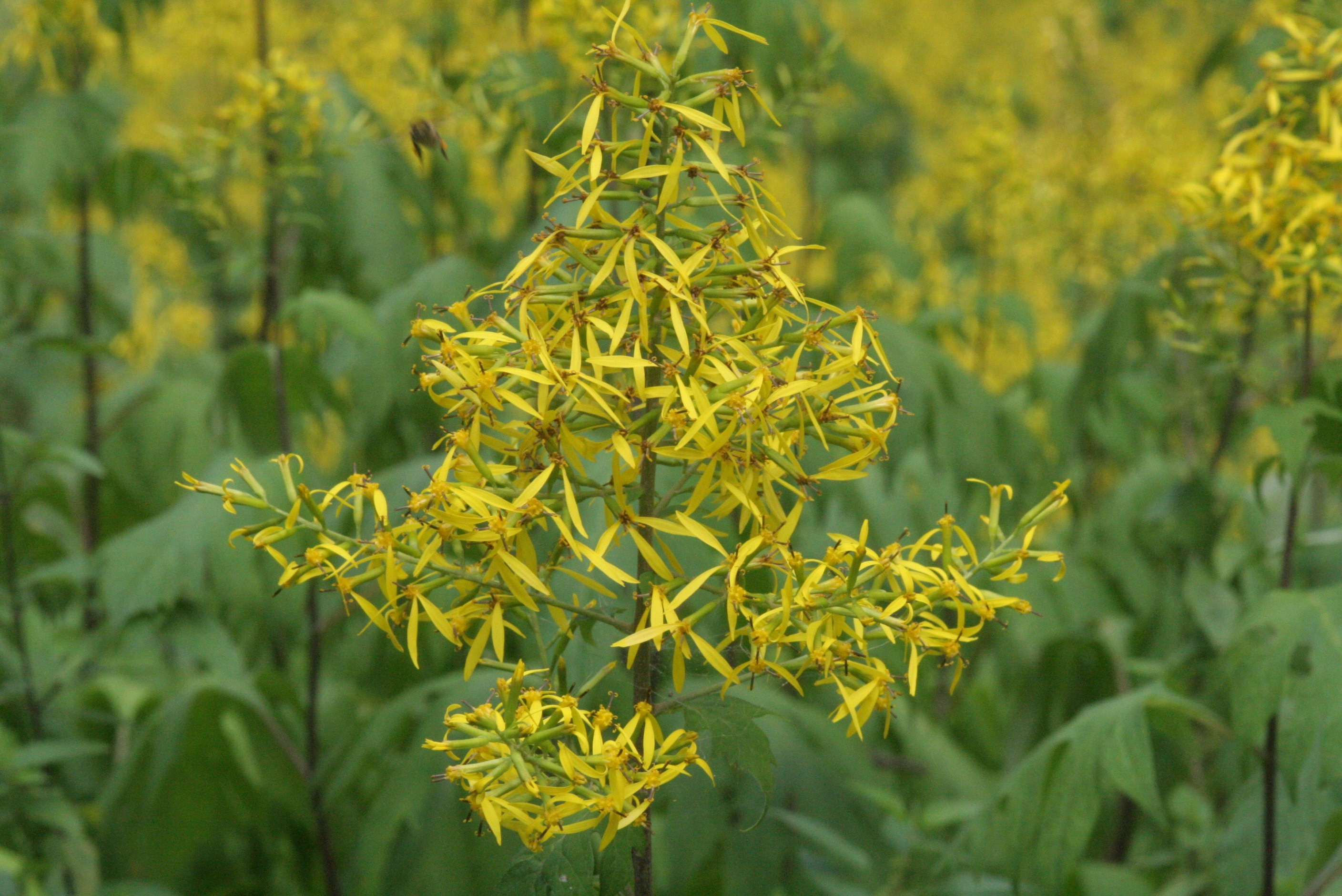